# Teju Cole
Pour les articles homonymes, voir Cole.
Œuvres principales
Open city, Every Day is for the Thief
Compléments
Académie américaine des arts et des sciences
Teju Cole, né Obayemi Babajide Adetokunbo Onafuwa le 27 juin 1975  à Kalamazoo, au Michigan, est un écrivain, photographe et historien de l’art nigérian-américain.

## Biographie
Il obtient le Hemingway Foundation/PEN Award (en) 2012 et le Internationaler Literaturpreis – Haus der Kulturen der Welt (de) 2012 pour Open City.

## Œuvres
- Open city, 2011

- traduit en français sous le titre Open city  par Guillaume-Jean Milan, Paris, Éditions Denoël, coll. « Denoël & d’ailleurs », 2012, 347 p.  (ISBN 978-2-207-11250-2),,
- Every Day Is For the Thief, 2014[4], publié au Nigéria en 2007[5]

- traduit en français sous le titre Chaque jour appartient au voleur  par Serge Chauvin, Genève, Éditions Zoé, 2018, 183 p.  (ISBN 978-2-88927-585-4)